# FIRST Championship
De FIRST Championship is een vierdaags robotica-kampioenschap, jaarlijks gehouden in april. Gedurende enkele jaren werd het evenement gehouden in de Georgia Dome in Atlanta, maar het verhuisde in 2011 naar de Edward Jones Dome, in St. Louis, Missouri, waar het tot 2017 gehouden werd. Door de enorme groei in het aantal teams zijn er sinds 2017 twee kampioenschappen. Deze worden gehouden in de Edward Jones Dome en in het George R. Brown Convention Center en Minute Maid Park in Houston. De FIRST Championship verhuisde in 2018 naar Detroit, Michigan in het TCF Center en Ford Field. Het evenement bestaat uit vier programma's: het FIRST Robotics Competition-kampioenschap, het FIRST Tech Challenge-wereldkampioenschap, het FIRST Lego League-wereldfestival en de FIRST Lego League Junior-wereldexpo.
Het FIRST Championship wordt normaal gesproken gehouden in samenhang met de FIRST Championship Conference, die een breed scala aan onderwerpen op het gebied van wetenschap, technologie, engineering en robotica behandelt.
De FIRST Robotics Competition is een competitieprogramma voor hogeschoolstudenten waarin ze een robot van 120 pond (54 kg) moeten bouwen die verschillende taken moet kunnen uitvoeren. De FIRST Tech Challenge is een middelgroot competitieprogramma voor middelbarescholieren en middelbarescholieren met een beter toegankelijke en betaalbare robotica-kit. De FIRST LEGO League is een competitieprogramma voor basisschool- en middelbarescholieren die LEGO Mindstorms-robotica-kits gebruiken. Teams van elk programma concurreren in toernooien op nationaal en regionaal niveau. De winnende teams van elk van deze toernooien nemen deel aan de wereldwijde competitie op het FIRST Championship.
Het kampioenschap van 2011 was ook gastheer voor de Collegiate Aerial Robotics Demonstration (CARD), een pilot-collegiaal FIRST-programma.
In 2015 werd aangekondigd dat het FIRST Championship zou worden verdeeld over meerdere locaties om uit te breiden. De nieuwe Innovation Faire, met displays en demonstraties van sponsors, partners en leveranciers, vond plaats in het Renaissance St. Louis Grand Hotel. Het FIRST Tech Challenge Wereldkampioenschap en het Junior FIRST Lego League Wereldfestival vonden plaats in Union Station (St. Louis), en het FIRST LEGO League Wereldfestival en het FIRST Robotics Competition kampioenschap vonden plaats in het Edward Jones Dome en America's Center. Het nieuwe arrangement is ontworpen om een "olympisch dorp" -gevoel te geven en meer ruimte te bieden om elk individueel programma uit te breiden. In 2017 werd het kampioenschap opgesplitst in 2 kampioenschappen; het ene vond plaats in Houston en het andere een week later in Saint Louis. Het tweede kampioenschap in Saint Louis werd verplaatst naar Detroit voor 2018 en blijft tot 2020 daar.

## Gaststeden
- 1992: Manchester, New Hampshire
- 1993–1994: Nashua, New Hampshire
- 1995–2002: Orlando, Florida. In Epcot Center, Walt Disney World
- 2003: Houston, in Reliant Park (nu bekend als NRG Park)
- 2004–2010: Atlanta, in Georgia Dome
- 2011–2017: St. Louis, in America's Center, Renaissance St. Louis Grand Hotel (2015-2017), Union Station (St. Louis) (2015-2017)
- 2017-2020: Houston, in George R. Brown Convention Center en Minute Maid Park
- 2018-2020: Detroit, in Cobo Center en Ford Field

1992 was het eerste jaar van de FIRST Robotics Competition. Ongeveer 25 teams namen deel aan 1 evenement, dat werd gehouden op de Memorial High School in Manchester, New Hampshire.
In 1993 werd de enige wedstrijd gehouden op Bishop Guertin High School in Nashua, New Hampshire.
In 1994, werd de wedstrijd gehouden op Nashua High School.
In 1995 was FIRST gegroeid tot het punt waarop ze 1 competitie waren ontgroeid, dus gingen ze over naar een regionaal kwalificatiestelsel en zo werd het FIRST Championship geboren. Van 1995 tot 2002 werd het kampioenschap gehouden in Epcot Center in Orlando.
Reliant Park in Houston was de locatie voor 2003.
Atlanta diende als gaststad van 2004 tot 2010.
In 2005 werd het contract met Atlanta verlengd tot en met 2007 met opties voor 2008 en 2009.
In 2009 werd Saint Louis gekozen uit drie finalisten om als gaststad te dienen voor 2011 tot en met 2013. In 2012 , het ambtstermijn in St. Louis werd verlengd tot 2014.
In 2013 werd het ambtstermijn in St. Louis opnieuw verlengd met drie extra jaren tot 2017.
Op 9 april 2015 werd aangekondigd dat het kampioenschap van 2017 tot en met 2020, uit twee kampioenschappen zullen bestaan, die zich in back-to-back-weekenden in twee verschillende steden plaatsvinden. De kampioenschappen in 2017 worden gehouden in St. Louis, gecentreerd in de Edward Jones Dome, en in Houston, Texas, in het George R. Brown Convention Center, Toyota Center en Minute Maid Park. 2017 zal St. Louis voor het laatste het evenement hosten, een einde aan de zeven jaar durende hosting van het evenement, evenals de terugkeer van de FIRST Championship naar Houston, na de 2003 kampioenschap in Reliant Park. Van 2018 tot 2020 zal Houston 1 van de kampioenschappen blijven organiseren, waarbij Detroit in Michigan de plaats van St. Louis over neemt. De Detroit-kampioenschap vindt plaats in TCF Center en Ford Field.

## FIRST Robotics Competition - FIRST Championship
De FIRST Robotics Competition - FIRST Championship is het laatste en grootste evenement van het seizoen. De winnaars van elke regionale competitie en de topteams van elk district gaan door naar het FIRST Championship. Ze worden geplaatst in 1 van de 8 divisies om te concurreren. De winnende alliantie uit elke divisie (een set van 4 teams) gaat verder om te concurreren op het Einstein-veld. De winnende alliantie op het Einstein-veld wordt uitgeroepen tot FIRST Champion.
Het FIRST Robotics Competition Championship was aanvankelijk verdeeld in 4 divisies:
- Newton
- Galileo
- Archimedes
- Curie

In 2015 werden de 4 divisies verder verdeeld in 8 divisies (exclusief het laatste Einstein-veld):
- Newton
- Galileo
- Archimedes
- Curie
- Tesla
- Hopper
- Carver
- Carson

In 2017, het eerste jaar van het gedeelde kampioenschap, waren er 12 divisies (exclusief het laatste Einstein-veld in elke stad), met zes divisies in elke stad. De zes divisie winnaars spelen in een round-Robin toernooi voor de titel FIRST Champion. De FIRST Champions van Houston en Detroit spelen tegen elkaar vervolgens in juli op het FIRST Festival of Champions in New Hampshire.
Op 6 februari 2018 heeft FIRST aangekondigd dat het FIRST Festival of Champions vanaf het seizoen 2018 wordt afgeschaft. Hierdoor worden de winnaars van beide kampioenschappen nu als wereldkampioenen beschouwd.
Houston Divisies:
- Carver
- Galileo
- Hopper
- Newton
- Roebling
- Turing

St. Louis/Detroit Divisies:
- Archimedes
- Carson
- Curie
- Daly
- Darwin
- Tesla

### Prijzen
Er worden veel prijzen uitgereikt aan FRC-teams tijdens het kampioenschap. De volgende prijzen worden er uitgereikt:
- Chairman's Prijs
- Engineering Inspiration Prijs
- Industrial Design Prijs
- Gracious Professionalism Prijs
- Entrepreneurship Prijs
- Industrial Safety Prijs
- Rookie All-Star Prijs
- Rookie Inspiration Prijs
- Woodie Flowers Prijs
- Dean's List Prijs

De meest prestigieuze prijs is de Chairman's Prijs, die het team erkent als rolmodel voor andere teams om zowel op als van het veld te emuleren.

#### Recente prijswinnaars

##### Championship-winnaars
| 2019 - Destination: Deep Space                  | 2019 - Destination: Deep Space | 2019 - Destination: Deep Space | 2019 - Destination: Deep Space      |
| Prijs                                           | Teamnaam                       | Teamnummer                     | Stad, Staat/Land                    |
| ----------------------------------------------- | ------------------------------ | ------------------------------ | ----------------------------------- |
| Detroit FIRST Championship Winnaar #1           | Brighton TechnoDogs            | 3707                           | Brighton, Michigan, USA             |
| Detroit FIRST Championship Winnaar #2           | ThunderChickens                | 217                            | Sterling Heights, Michigan, USA     |
| Detroit FIRST Championship Winnaar #3           | Team Rembrandts                | 4481                           | Eindhoven, Noord-Brabant, Nederland |
| Detroit / Detroit FIRST Championship Winnaar #4 | SCH Vulcan Robotics            | 1218                           | Philadelphia, Pennsylvania, USA     |
| Houston FIRST Championship Winnaar #1           | Greybots                       | 973                            | Atascadero, Californië, USA         |
| Houston FIRST Championship Winnaar #2           | MadTown Robotics               | 1323                           | Madera, Californië, USA             |
| Houston FIRST Championship Winnaar #3           | Iron Panthers                  | 5026                           | Burlingame, Californië, USA         |
| Houston FIRST Championship Winnaar #4           | The Vitruvian Bots             | 4201                           | El Segundo, Californië, USA         |

##### Chairman’s Prijs
| 2019 - Destination: Deep Space | 2019 - Destination: Deep Space | 2019 - Destination: Deep Space | 2019 - Destination: Deep Space |
| Prijs                          | Teamnaam                       | Teamnummer                     | Stad, Staat/Land               |
| ------------------------------ | ------------------------------ | ------------------------------ | ------------------------------ |
| Detroit Chairman's Prijs       | The Green Machine              | 1816                           | Edina, Minnesota, USA          |
| Houston Chairman's Prijs       | Exploding Bacon                | 1902                           | Orlando, Florida, USA          |

#### Geschiedenis prijswinnaars

##### Festival of Champions Winnaar
| 2017 / FIRST Steamworks          | 2017 / FIRST Steamworks | 2017 / FIRST Steamworks | 2017 / FIRST Steamworks   |
| Prijs                            | Teamnaam                | Teamnummer              | Stad, Staat/Land          |
| -------------------------------- | ----------------------- | ----------------------- | ------------------------- |
| Festival of Champions Winnaar #1 | Stryke Force            | 2767                    | Kalamazoo, Michigan, USA  |
| Festival of Champions Winnaar #2 | The Cheesy Poofs        | 254                     | San Jose, Californië, USA |
| Festival of Champions Winnaar #3 | Lightning Robotics      | 862                     | Canton, Michigan, USA     |
| Festival of Champions Winnaar #4 | The Pascack PI-oneers   | 1676                    | Montvale, New Jersey, USA |

##### Championship Winnaars
| 2018 / FIRST Power Up                 | 2018 / FIRST Power Up      | 2018 / FIRST Power Up    | 2018 / FIRST Power Up            |
| Prijs                                 | Teamnaam                   | Teamnummer               | Stad, Staat/Land                 |
| ------------------------------------- | -------------------------- | ------------------------ | -------------------------------- |
| Detroit FIRST Championship Winnaar #1 | Stryke Force               | 2767                     | Kalamazoo, Michigan, USA         |
| Detroit FIRST Championship Winnaar #2 | Team RUSH                  | 27                       | Clarkston, Michigan, USA         |
| Detroit FIRST Championship Winnaar #3 | Lake Effect Robotics       | 2708                     | Kingston, Ontario, Canada        |
| Detroit FIRST Championship Winnaar #4 | Centre County 4-H Robotics | 4027                     | State College, Pennsylvania, USA |
| Houston FIRST Championship Winnaar #1 | The Cheesy Poofs           | 254                      | San Jose, Californië, USA        |
| Houston FIRST Championship Winnaar #2 | The Robowranglers          | 148                      | Greenville, Texas, USA           |
| Houston FIRST Championship Winnaar #3 | Spartabots                 | 2976                     | Sammamish, Washington, USA       |
| Houston FIRST Championship Winnaar #4 | Ha-Dream Team              | 3075                     | Hod-Ha'Sharon, HaMerkaz, Israël  |
| 2017 / FIRST Steamworks               |                            |                          |                                  |
| Prijs                                 | Teamnaam                   | Teamnummer               | Stad, Staat/Land                 |
| Houston Winnaar #1                    | Greybots                   | 973                      | Atascadero, Californië, USA      |
| Houston Winnaar #2                    | CRUSH                      | 1011                     | Tucson, Arizona, USA             |
| Houston Winnaar #3                    | Viking Robotics            | 2928                     | Seattle, Washington, USA         |
| Houston Winnaar #4                    | Bay Orangutans             | 5499                     | Berkeley, Californië, USA        |
| 2016 / FIRST Stronghold               |                            |                          |                                  |
| Prijs                                 | Teamnaam                   | Teamnummer               | Stad, Staat/Land                 |
| Championship Winnaar #1               | The Beach Bots             | 330                      | Hermosa Beach, Californië, USA   |
| Championship Winnaar #2               | Roboteers                  | 2481                     | Tremont, Illinois, USA           |
| Championship Winnaar #3               | Cleveland's Team           | 120                      | Cleveland, Ohio, USA             |
| Championship Winnaar #4               | Blue Cheese                | 1086                     | Glen Allen, Virginia, USA        |
| 2015 / Recycle Rush                   |                            |                          |                                  |
| Prijs                                 | Teamnaam                   | Teamnummer               | Stad, Staat/Land                 |
| Championship Winnaar #1               | Robonauts                  | 118                      | League City, Texas, USA          |
| Championship Winnaar #2               | Citrus Circuits            | 1678                     | Davis, Californië, USA           |
| Championship Winnaar #3               | Buchanan Bird Brains       | 1671                     | Clovis, Californië, USA          |
| Championship Winnaar #4               | Gryffingear                | 5012                     | Palmdale, Californië, USA        |
| 2014 / Aerial Assist                  |                            |                          |                                  |
| Prijs                                 | Teamnaam                   | Teamnummer               | Stad, Staat/Land                 |
| Championship Winnaar #1               | The Cheesy Poofs           | 254                      | San Jose, Californië, USA        |
| Championship Winnaar #2               | Las Guerrillas             | 469                      | Bloomfield Hills, Michigan, USA  |
| 2014 / Aerial Assist                  | The All Sparks             | 2848                     | Dallas, Texas, USA               |
| Championship Winnaar #4               | Team C.H.A.O.S             | 74                       | Holland, Michigan, USA           |
| 2013 / Ultimate Ascent                |                            |                          |                                  |
| Prijs                                 | Teamnaam                   | Teamnummer               | Stad, Staat/Land                 |
| Championship Winnaar #1               | Theory6                    | 1241                     | Mississauga, Ontario, Canada     |
| Championship Winnaar #2               | Texas Torque               | 1477                     | The Woodlands, Texas, USA        |
| Championship Winnaar #3 The Coyotes   | 610                        | Toronto, Ontario, Canada |                                  |
| 2012 / Rebound Rumble                 |                            |                          |                                  |
| Prijs                                 | Teamnaam                   | Teamnummer               | Stad, Staat/Land                 |
| Championship Winnaar #1               | S.P.A.M.                   | 180                      | Stuart, Florida, USA             |
| Championship Winnaar #2               | Raider Robotix             | 25                       | North Brunswick, New Jersey, USA |
| Championship Winnaar #3               | Bomb Squad                 | 16                       | Mountain Home, Arkansas, USA     |
| 2011 / Logomotion                     |                            |                          |                                  |
| Prijs                                 | Teamnaam                   | Teamnummer               | Stad, Staat/Land                 |
| Championship Winnaar #1               | The Cheesy Poofs           | 254                      | San Jose, Californië, USA        |
| Championship Winnaar #2               | WildStang                  | 111                      | Schaumburg, Illinois, USA        |
| Championship Winnaar #3               | Greybots                   | 973                      | Atascadero, Californië, USA      |
| 2010 / Breakaway                      |                            |                          |                                  |
| Prijs                                 | Teamnaam                   | Teamnummer               | Stad, Staat/Land                 |
| Championship Winnaar #1               | Beach Cities Robotics      | 294                      | Redondo Beach, Californië, USA   |
| Championship Winnaar #2               | The HOT Team               | 67                       | Milford, Michigan, USA           |
| Championship Winnaar #3               | Bobcat Robotics            | 177                      | South Windsor, Connecticut, USA  |
| 2009 / Lunacy                         |                            |                          |                                  |
| Prijs                                 | Teamnaam                   | Teamnummer               | Stad, Staat/Land                 |
| Championship Winnaar #1               | WildStang                  | 111                      | Schaumburg, Illinois, USA        |
| Championship Winnaar #2               | The HOT Team               | 67                       | Milford, Michigan, USA           |
| Championship Winnaar #3               | Spartan Robotics           | 971                      | Mountain View, Californië, USA   |
| 2008 / FIRST Overdrive                |                            |                          |                                  |
| Prijs                                 | Teamnaam                   | Teamnummer               | Stad, Staat/Land                 |
| Championship Winnaar #1               | Robowranglers              | 148                      | Greenville, Texas, USA           |
| Championship Winnaar #2               | ThunderChickens            | 217                      | Sterling Heights, Michigan, USA  |
| Championship Winnaar #3               | Simbotics                  | 1114                     | St. Catharines, Ontario, Canada  |
| 2007 / Rack 'n Roll                   |                            |                          |                                  |
| Prijs                                 | Teamnaam                   | Teamnummer               | Stad, Staat/Land                 |
| Championship Winnaar #1               | Bobcat Robotics            | 177                      | South Windsor, Connecticut, USA  |
| Championship Winnaar #2               | Gompei and the H.E.R.D.    | 190                      | Worcester, Massachusetts, USA    |
| Championship Winnaar #3               | HIGHROLLERS                | 987                      | Las Vegas, Nevada, USA           |

##### Chairman’s Prijs
| 2018 / FIRST Power Up      | 2018 / FIRST Power Up            | 2018 / FIRST Power Up | 2018 / FIRST Power Up           |
| Prijs                      | Teamnaam                         | Teamnummer            | Stad, Staat/Land                |
| -------------------------- | -------------------------------- | --------------------- | ------------------------------- |
| Detroit Chairman's Prijs   | Bionic Black Hawks               | 2834                  | Bloomfield Hills, Michigan, USA |
| Houston Chairman's Prijs   | Robotics                         | 1311                  | Kennesaw, Georgia, USA          |
| 2017 / FIRST Steamworks    |                                  |                       |                                 |
| Prijs                      | Teamnaam                         | Teamnummer            | Stad, Staat/Land                |
| St. Louis Chairman's Prijs | Mountaineer Area RoboticS (MARS) | 2614                  | Morgantown, West Virginia, USA  |
| Houston Chairman's Prijs   | Thunder Down Under               | 3132                  | Sydney, Australië               |
| 2016 / FIRST Stronghold    |                                  |                       |                                 |
| Prijs                      | Teamnaam                         | Teamnummer            | Stad, Staat/Land                |
| Chairman's Prijs           | HIGHROLLERS                      | 987                   | Las Vegas, Nevada, USA          |
| 2015 / Recycle Rush        |                                  |                       |                                 |
| Prijs                      | Teamnaam                         | Teamnummer            | Stad, Staat/Land                |
| Chairman's Prijs           | Wolverines                       | 597                   | Los Angeles, USA                |
| 2014 / Aerial Assist       |                                  |                       |                                 |
| Prijs                      | Teamnaam                         | Teamnummer            | Stad, Staat/Land                |
| Chairman's Prijs           | Team RUSH                        | 27                    | Clarkston, Michigan, USA        |
| 2013 / Ultimate Ascent     |                                  |                       |                                 |
| Prijs                      | Teamnaam                         | Teamnummer            | Stad, Staat/Land                |
| Chairman's Prijs           | The Holy Cows                    | 1538                  | San Diego, Californië, USA      |
| 2012 / Rebound Rumble      |                                  |                       |                                 |
| Prijs                      | Teamnaam                         | Teamnummer            | Stad, Staat/Land                |
| Chairman's Prijs           | Simbotics                        | 1114                  | St. Catharines, Ontario, Canada |
| 2011 / Logomotion          |                                  |                       |                                 |
| Prijs                      | Teamnaam                         | Teamnummer            | Stad, Staat/Land                |
| Chairman's Prijs           | The Hawaiian Kids                | 359                   | Waialua, Hawaï, USA             |
| 2010 / Breakaway           |                                  |                       |                                 |
| Prijs                      | Teamnaam                         | Teamnummer            | Stad, Staat/Land                |
| Chairman's Prijs           | Miss Daisy                       | 341                   | Ambler, Pennsylvania, USA       |
| 2009 / Lunacy              |                                  |                       |                                 |
| Prijs                      | Teamnaam                         | Teamnummer            | Stad, Staat/Land                |
| Chairman's Prijs           | Techno Ticks                     | 236                   | Old Lyme, Connecticut, USA      |
| 2008 / FIRST Overdrive     |                                  |                       |                                 |
| Prijs                      | Teamnaam                         | Teamnummer            | Stad, Staat/Land                |
| Chairman's Prijs           | Falcon Robotics                  | 842                   | Phoenix, Arizona, USA           |
| 2007 / Rack 'n Roll        |                                  |                       |                                 |
| Prijs                      | Teamnaam                         | Teamnummer            | Stad, Staat/Land                |
| Chairman's Prijs           | Miracle Workerz                  | 365                   | Wilmington, Delaware, USA       |

## FTC World Championship
Voor 2014, nadat alle FTC-teams hebben deelgenomen aan nationale / regionale kampioenschappen, gaan de winnende teams door naar het FTC World Championship. De Inspire Prijs-winnende teams en de captain teams van de Winning Alliance in de regionale toernooien komen automatisch in aanmerking voor het wereldkampioenschap. Als er nog plaatsen beschikbaar zijn, kunnen extra teams worden gekozen door een lootsysteem.
Vanaf 2014 strijden teams in kwalificatietoernooien om zich te kwalificeren voor hun nationale / regionale kampioenschap. Op dat kampioenschap strijden teams om een plek bij een van de 4 Super Regionals. Afhankelijk van de aanwezigheid / het aantal teams in elke staat, bepaalt het het aantal teams dat doorgaat naar een Super-Regional. Teams gaan vervolgens van hun Super Regionaal naar het Wereldkampioenschap.
Vanaf het seizoen 2018-2019 worden Super Regionals afgeschaft en gaan FTC-teams direct vanuit hun nationale / regionale kampioenschap door naar het Wereldkampioenschap.
Bij elk kampioenschap worden prijzen uitgereikt om teams te erkennen voor hun prestaties in de competitie, het ontwerp van hun robot en hun inspanningen om de boodschap van FIRST te verspreiden. Deze prijzen zijn onder andere:
- Inspire Prijs
- Finalist
- Winnaar
- Design Prijs
- Connect Prijs
- Innovate Prijs
- Motivate Prijs
- Think Prijs en de
- Judges 'Prijs

De meest opvallende prijzen zijn de World Championship Inspire Prijs en de prijs toegekend aan de winnende alliantie.
Het FTC World Championship wordt momenteel gehouden in Houston en Detroit, een regeling die tot ten minste 2020 zal doorgaan. FTC heeft vier divisies waarin teams willekeurig worden verdeeld. Er zijn twee divisies per kampioenschap.
Houston:
- Franklin
- Jemison

Detroit:
- Edison
- Ochoa

Tot het einde van het seizoen 2016 streden winnende allianties van Franklin en Edison in de finale op het DaVinci-veld. In 2017 sloten FTC-teams zich aan bij FRC-teams om hun finalewedstrijden op het Einstein-veld te spelen.

### Recente prijswinnaars

#### Championship Winnaars
| 2019 / Rover Ruckus           | 2019 / Rover Ruckus                        | 2019 / Rover Ruckus | 2019 / Rover Ruckus         |
| Prijs                         | Teamnaam                                   | Teamnummer          | Stad, Staat/Land            |
| ----------------------------- | ------------------------------------------ | ------------------- | --------------------------- |
| Detroit Winning Alliance Team | LANbros                                    | 9971                | Vincentown, New Jersey, USA |
| Detroit Winning Alliance Team | Gluten Free                                | 11115               | Hollis, New Hampshire, USA  |
| Detroit Winning Alliance Team | N.Y.A.N. Robotics - Not Your Average Nerds | 10091               | Mundelein, Illinois, USA    |
| Houston Winning Alliance Team | Boom Bots                                  | 3101                | Palm Harbor, Florida, USA   |
| Houston Winning Alliance Team | Aperture Science                           | 5064                | Elon, North Carolina, USA   |
| Houston Winning Alliance Team | Cobalt Colts                               | 6547                | Overland Park, Kansas, USA  |

#### Inspiratieprijs
| 2019 / Rover Ruckus      | 2019 / Rover Ruckus                            | 2019 / Rover Ruckus | 2019 / Rover Ruckus       |
| Prijs                    | Teamnaam                                       | Teamnummer          | Stad, Staat/Land          |
| ------------------------ | ---------------------------------------------- | ------------------- | ------------------------- |
| Detroit Inspiratie Prijs | The Giant Diencephalic BrainSTEM Robotics Team | 8393                | Baden, Pennsylvania, USA  |
| Houston Inspiratie Prijs | Root Negative One                              | 9879                | Springdale, Arkansas, USA |

### Geschiedenis prijswinnaars

#### Championship-winnaars
| 2018 / Relic Recovery           | 2018 / Relic Recovery                          | 2018 / Relic Recovery | 2018 / Relic Recovery           |
| Prijs                           | Teamnaam                                       | Teamnummer            | Stad, Staat/Land                |
| ------------------------------- | ---------------------------------------------- | --------------------- | ------------------------------- |
| Detroit Winning Alliance Team   | The Brainstormers                              | 8644                  | Lexington, Massachusetts, USA   |
| Detroit Winning Alliance Team   | The Giant Diencephalic BrainSTEM Robotics Team | 8393                  | Baden, Pennsylvania, USA        |
| Detroit Winning Alliance Team   | 2 Bits and a Byte                              | 4029                  | Lexington, Massachusetts, USA   |
| Houston Winning Alliance Team   | Mechanical Maniacs                             | 7750                  | Sutherlin, Oregon, USA          |
| Houston Winning Alliance Team   | RedNek Robotics Wun                            | 724                   | Sun River, Montana, USA         |
| Houston Winning Alliance Team   | TechNova                                       | 12611                 | Bellevue, Washington, USA       |
| 2017 / Velocity Vortex          |                                                |                       |                                 |
| Prijs                           | Teamnaam                                       | Teamnummer            | Stad, Staat/Land                |
| St. Louis Winning Alliance Team | Height Differential                            | 8686                  | Littleton, Colorado, USA        |
| St. Louis Winning Alliance Team | Data Force                                     | 6929                  | Rockville, Maryland, USA        |
| St. Louis Winning Alliance Team | BoBots                                         | 5916                  | Saint Paul, Minnesota, USA      |
| Houston Winning Alliance Team   | RedNek Robotics Wun                            | 724                   | Sun River, Montana, USA         |
| Houston Winning Alliance Team   | Rise Of Hephaestus                             | 4216                  | San Diego, CA, USA              |
| Houston Winning Alliance Team   | Wait For It...                                 | 8651                  | Pearl, Mississippi, USA         |
| 2016 / Res-Q                    |                                                |                       |                                 |
| Prijs                           | Teamnaam                                       | Teamnummer            | Stad, Staat/Land                |
| Winning Alliance Team           | BoBots                                         | 5916                  | Earleville, MD, USA             |
| Winning Alliance Team           | Cubix^3                                        | 8221                  | Hampstead, MD, USA              |
| Winning Alliance Team           | TBD-To Be Determined                           | 6022                  | Aurora, OH, USA                 |
| 2015 / Cascade Effect           |                                                |                       |                                 |
| Prijs                           | Teamnaam                                       | Teamnummer            | Stad, Staat/Land                |
| Winning Alliance Team           | Neutrinos                                      | 6433                  | Lakeland, FL, USA               |
| Winning Alliance Team           | RedNek Robotics Wun                            | 724                   | Sun River, Montana, USA         |
| Winning Alliance Team           | Valley X Robotics                              | 2844                  | Chandler, Arizona, USA          |
| 2014 / Block Party!             |                                                |                       |                                 |
| Prijs                           | Teamnaam                                       | Teamnummer            | Stad, Staat/Land                |
| Winning Alliance Team           | Hot Wired Robotics                             | 7013                  | Portland, Oregon, USA           |
| Winning Alliance Team           | Eagles Robotics Xperience                      | 5257                  | Delray Beach, Florida, USA      |
| Winning Alliance Team           | 4-H Techno Clovers                             | 4240                  | Accident, Maryland, USA         |
| 2013 / Ring It Up!              |                                                |                       |                                 |
| Prijs                           | Teamnaam                                       | Teamnummer            | Stad, Staat/Land                |
| Winning Alliance Team           | Cougar Robotics Team                           | 4251                  | Columbus, Ohio, USA             |
| Winning Alliance Team           | Fish in the Boat                               | 4140                  | Lakeville, Minnesota, USA       |
| Winning Alliance Team           | Monkey Madness                                 | 5096                  | Huntsville, Alabama, USA        |
| 2012 / Bowled Over!             |                                                |                       |                                 |
| Prijs                           | Teamnaam                                       | Teamnummer            | Stad, Staat/Land                |
| Winning Alliance Team           | Robocats                                       | 4444                  | Louisville, Kentucky, USA       |
| Winning Alliance Team           | Masquerade                                     | 4997                  | Tampa, Florida, USA             |
| Winning Alliance Team           | ILITE Robotics                                 | 354                   | Haymarket, Virginia, USA        |
| 2011 / Get Over It!             |                                                |                       |                                 |
| Prijs                           | Teamnaam                                       | Teamnummer            | Stad, Staat/Land                |
| Winning Alliance Team           | SD30 Robotics                                  | 178                   | Ronan, Montana, USA             |
| Winning Alliance Team           | Wreckers                                       | 577                   | Westport, Connecticut, USA      |
| Winning Alliance Team           | MITibot                                        | 2875                  | Lexington, Massachusetts, USA   |
| 2010 / Hot Shot!                |                                                |                       |                                 |
| Prijs                           | Teamnaam                                       | Teamnummer            | Stad, Staat/Land                |
| Winning Alliance Team           | Smoke and Mirrors                              | 2868                  | Lakeland, Florida, USA          |
| Winning Alliance Team           | Under the Son                                  | 2843                  | Hollywood, Maryland, USA        |
| Winning Alliance Team           | Global-Force                                   | 3864                  | Aiken, South Carolina, USA      |
| 2009 / Face Off!                |                                                |                       |                                 |
| Prijs                           | Teamnaam                                       | Teamnummer            | Stad, Staat/Land                |
| Winning Alliance Team           | Jr. Bomb Squad                                 | 92                    | Mountain Home, Arkansas, USA    |
| Winning Alliance Team           | RoboRaiders                                    | 679                   | Sandy Springs, Georgia, USA     |
| Winning Alliance Team           | Alberta Longhorns                              | 2820                  | Calgary, Alberta                |
| 2008 / Quad Quandary            |                                                |                       |                                 |
| Prijs                           | Teamnaam                                       | Teamnummer            | Stad, Staat/Land                |
| Winning Alliance Team           | Mr. T                                          | 30                    | Montville, New Jersey, USA      |
| Winning Alliance Team           | Team Overdrive                                 | 74                    | Bridgewater, New Jersey, USA    |
| Winning Alliance Team           | Beach Cities Robotics                          | 23                    | Redondo Beach, Californië, USA  |
| 2007 / Hangin'-A-Round          |                                                |                       |                                 |
| Prijs                           | Teamnaam                                       | Teamnummer            | Stad, Staat/Land                |
| Winning Alliance Team           | Simbotics                                      | 1114                  | St. Catharines, Ontario, Canada |
| Winning Alliance Team           | Occam’s Engineers                              | 3053                  | Mendham, New Jersey, USA        |
| Winning Alliance Team           | E.M.P.                                         | 3230                  | San Diego, Californië, USA      |

#### Inspire Prijs
| 2018 / Relic Recovery                | 2018 / Relic Recovery      | 2018 / Relic Recovery | 2018 / Relic Recovery              |
| Prijs                                | Teamnaam                   | Teamnummer            | Stad, Staat/Land                   |
| ------------------------------------ | -------------------------- | --------------------- | ---------------------------------- |
| Detroit Inspire Prijs                | Wizards.exe                | 9794                  | Rockville, Maryland, USA           |
| Houston Inspire Prijs                | Super 7                    | 7477                  | Oviedo, Florida, USA               |
| 2017 / Velocity Vortex               |                            |                       |                                    |
| Prijs                                | Teamnaam                   | Teamnummer            | Stad, Staat/Land                   |
| St. Louis Inspire Prijs Winnaar      | Combustible Lemons         | 5466                  | Davenport, Iowa, USA               |
| Houston Inspire Prijs                | FIX IT                     | 3491                  | Victoria, British Columbia, Canada |
| 2016 / Res-Q                         |                            |                       |                                    |
| Prijs                                | Teamnaam                   | Teamnummer            | Stad, Staat/Land                   |
| FTC World Championship Inspire Prijs | Hot Wired Robotics         | 7013                  | Portland, Oregon, USA              |
| 2015 / Cascade Effect                |                            |                       |                                    |
| Prijs                                | Teamnaam                   | Teamnummer            | Stad, Staat/Land                   |
| FTC World Championship Inspire Prijs | Schrödinger’s Hat          | 3595                  | Fairbanks, Alaska, USA             |
| 2014 / Block Party!                  |                            |                       |                                    |
| Prijs                                | Teamnaam                   | Teamnummer            | Stad, Staat/Land                   |
| FTC World Championship Inspire Prijs | Bears                      | 3141                  | Mexico City, Mexico                |
| 2013 / Ring It Up!                   |                            |                       |                                    |
| Prijs                                | Teamnaam                   | Teamnummer            | Stad, Staat/Land                   |
| FTC World Championship Inspire Prijs | Beta                       | 3550                  | West Des Moines, Iowa, USA         |
| 2012 / Bowled Over!                  |                            |                       |                                    |
| Prijs                                | Teamnaam                   | Teamnummer            | Stad, Staat/Land                   |
| FTC World Championship Inspire Prijs | Landroids                  | 4220                  | Livingston, New Jersey, USA        |
| 2011 / Get Over It!                  |                            |                       |                                    |
| Prijs                                | Teamnaam                   | Teamnummer            | Stad, Staat/Land                   |
| FTC World Championship Inspire Prijs | Robots and Brain Bots Inc. | 4466                  | Waltham, Massachusetts, USA        |
| 2010 / Hot Shot!                     |                            |                       |                                    |
| Prijs                                | Teamnaam                   | Teamnummer            | Stad, Staat/Land                   |
| FTC World Championship Inspire Prijs | Rock 'n Roll Robots        | 25                    | Pasadena, Californië, USA          |
| 2009 / Face Off!                     |                            |                       |                                    |
| Prijs                                | Teamnaam                   | Teamnummer            | Stad, Staat/Land                   |
| FTC World Championship Inspire Prijs | Einstein's Daughters       | 32                    | San Diego, CA, USA                 |
| 2008 / Quad Quandary                 |                            |                       |                                    |
| Prijs                                | Teamnaam                   | Teamnummer            | Stad, Staat/Land                   |
| FTC World Championship Inspire Prijs | Panteras                   | 801                   | Mexico City, Mexico                |
| 2007 / Hangin'-A-Round               |                            |                       |                                    |
| Prijs                                | Teamnaam                   | Teamnummer            | Stad, Staat/Land                   |
| FTC World Championship Inspire Prijs | Occam’s Engineers          | 3053                  | Mendham, New Jersey                |